# Лісники (Тернопільський район)

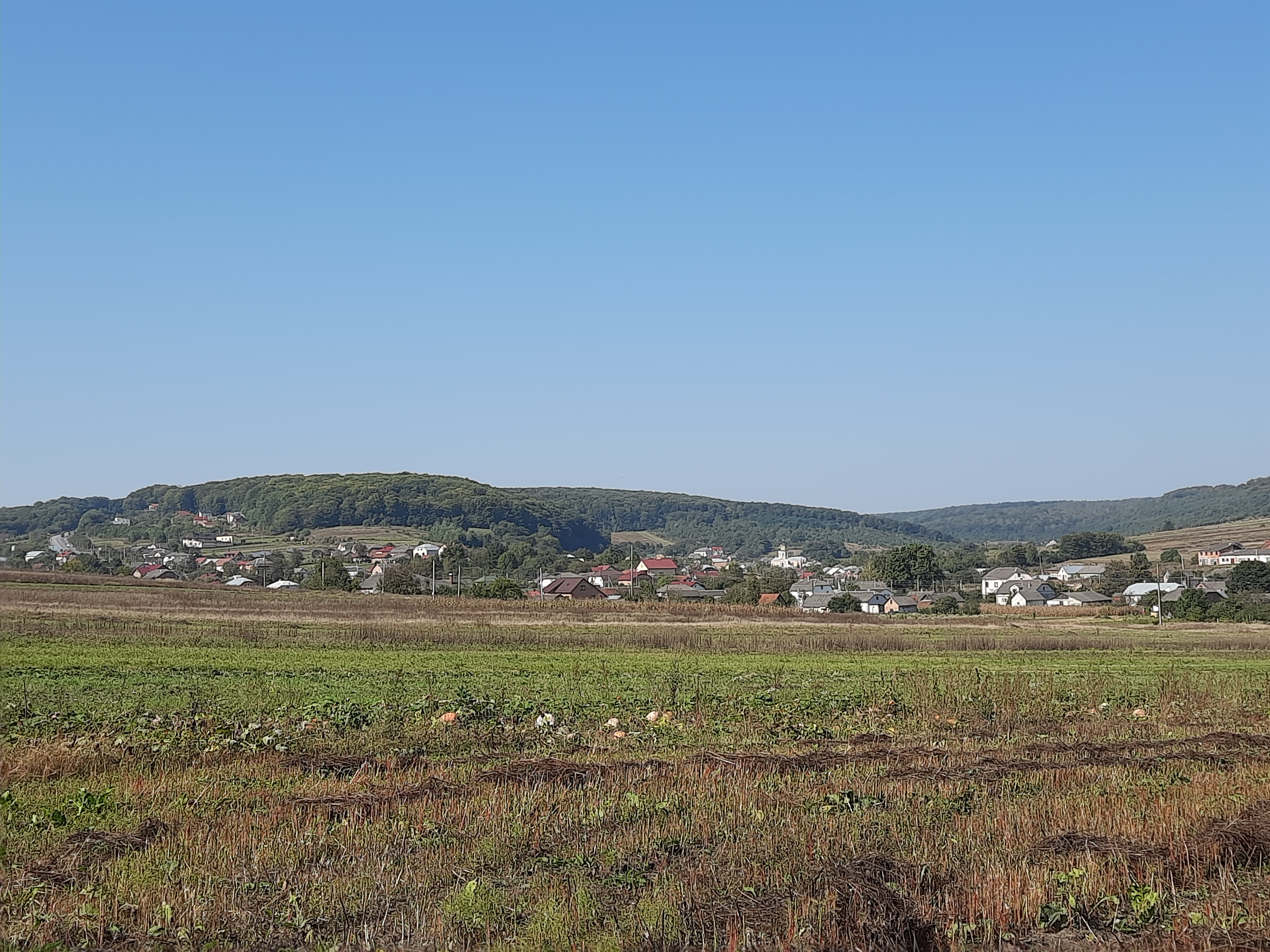
Вигляд на село з пагорба

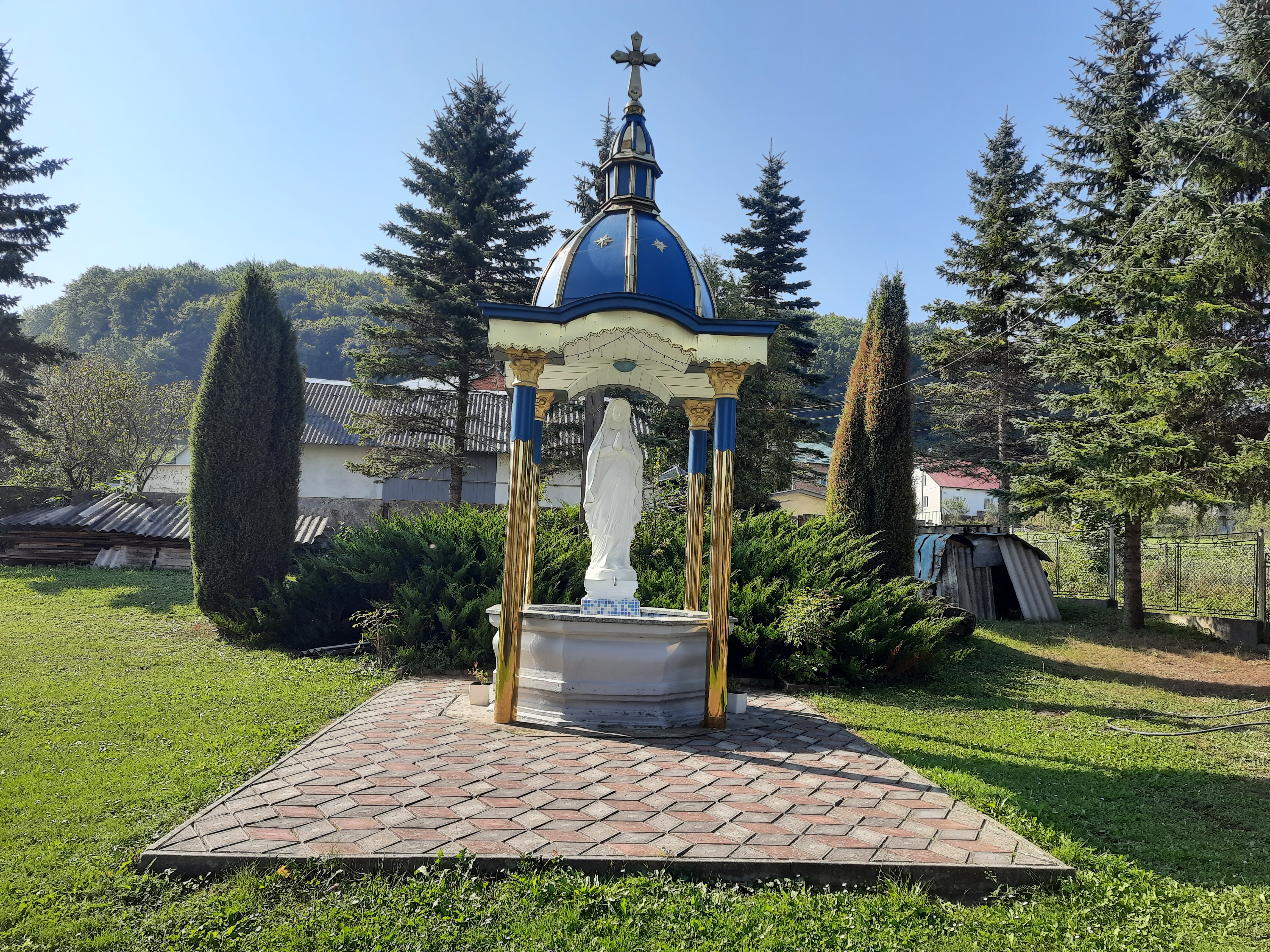
Статуя Божої Матері

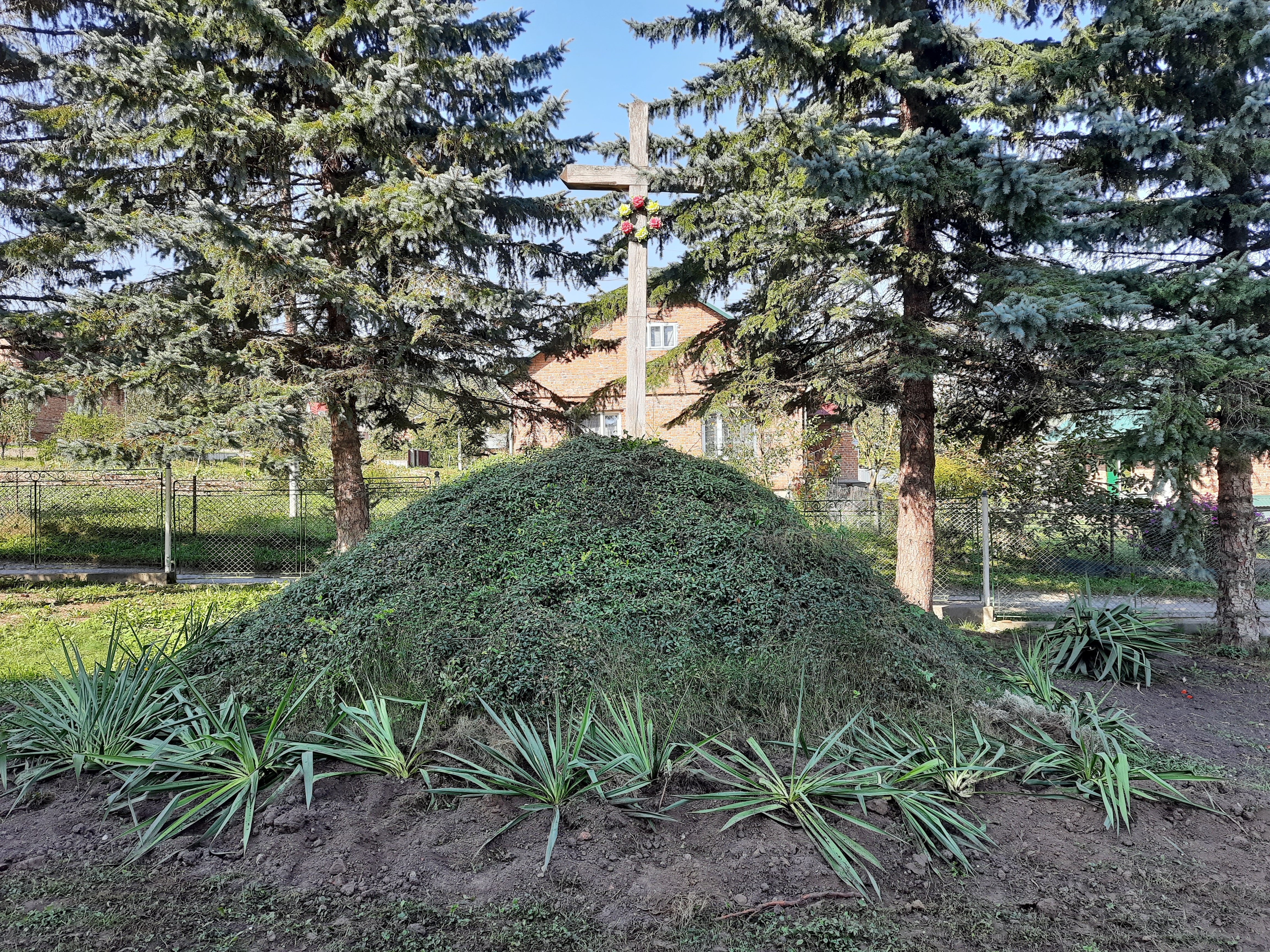
Символічна могила Борцям за волю України

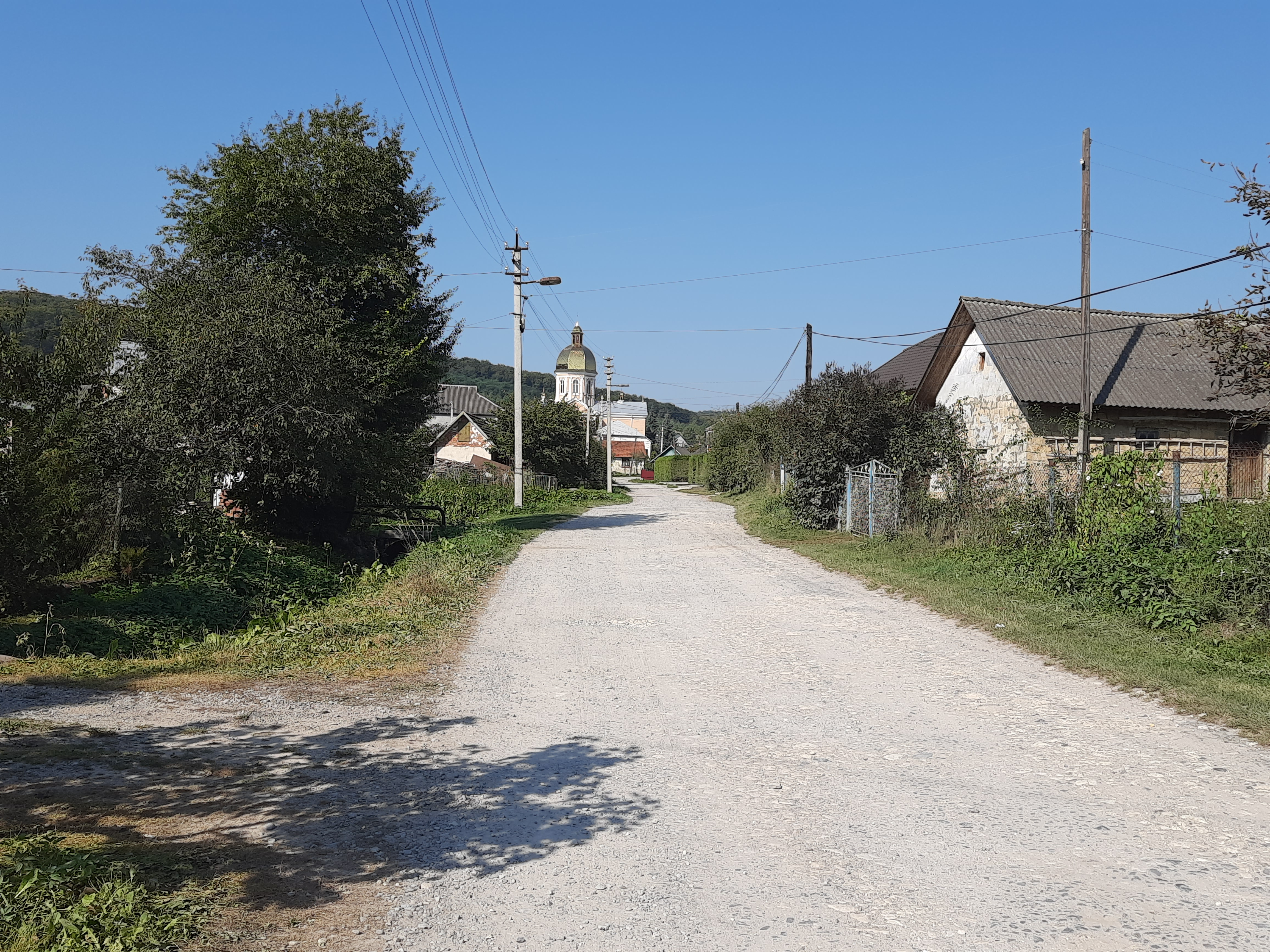
Сільська вулиця

Лісники́ — село в Україні, в Бережанській міській громаді Тернопільського району Тернопільській області, передмістя Бережан.
Населення — 830 осіб (2022). До Лісників приєднано хутори Монастир, Жорниска і Штирнастівка.

## Географія
На півночі воно межує із селами Лапшин і Гайок, на півдні — з Раєм, із західної сторони — з селом Павлів, на сході — передмістя Бережан.
З півдня, заходу і півночі село оточують лісові масиви. Лісисті горби:
- Бабина гора (395 м)
- Грабник (401,7 м)

У селі струмок Плинай впадає у струмок Лісницький, правий доплив річки Золотої Липи.

### Урочища
- Жорниська (350 м)
- Луги
- Бортники (370 м; назва походить від слова «бортництво» (виробництво меду)).
- Глиниська (315 м; у 1950-х рр., в урочищі Глиниська, був цегляний цех, підпорядкований місцевому колгоспові).
- Монастирок (345 м; назва походить від розташованого колись на цьому місці великого дерев'яного монастиря Чину Святого Василя Великого, спорудженого під керівництвом о. Гедеона в другій половині XVII ст.) У XVII—XVIII ст. на скелі поблизу урочища монахи виготовили барельєфне зображення розп'яття Ісуса Христа. На початку XVIII ст. монастир відбудований і реконструйований під наглядом о. Йосипа Перебігайла. У 1937 році в Монастирку встановили дерев'яну каплицю. 22 травня 1980 року під час будівництва зони відпочинку, комуністичною владою її спалили і забетонували розп'яття. У 2004 році реставровано розп'яття. На місці зруйновано монашого цвинтаря встановлено великий дубовий хрест. Споруджено хресну дорогу.

В Монастирку 19 серпня щоріч відбуваються відпусти.
Із каменем пов'язана така легенда: «На поляні серед лісу стояла церква, яку злі чорти хотіли знищити. Побігли вони до Карпат, принесли звідтіля великий камінь якого хотіли скинути на церквицю. Сіли чорти відпочити, як тут, на краю села, на подвір'ї одного господаря, закукурікав півень. Чорти злякалися та й покинули камінь, який вгруз в землю недалеко від церкви і лежить там до сьогодні».

### Вулиці
У селі є вулиці:
- Глиниська;
- Злуки;
- Макаренка;
- Малишка;
- Мічуріна;
- Мічуріна;
- Рогатинська;
- Рогатинська;
- Шепети.

## Історія
Перша письмова згадку про село 1320 року. У 1368 році король Казимир III подарував село Лісники шляхтичу з Польщі Станіславу Древінті.
25 червня 1445 року у Львівському гродському суді відбулось засідання, на якому розглядали справу власника Бережан Петра Цебровського, який переховував у маєтку своєї онуки селян-втікачів з Лапшина та Лісників.. Від 1530 р. — власність магната Миколи Сенявського. У часи середньовіччя село розташовувалося на великому торговельному шляху Львів — Бережани — Теребовля.
У 1900—1939 роках у Лісниках діяли філії українських товариств «Просвіта», «Відродження», «Луг», «Січ», «Сокіл», «Союз Українок» і «Сільський господар».
Діяли Народний Дім із великою театратральною залою, бібліотека, молочарня, пекарня, кооператива.
20 вересня 1939 року в село вступила Червона армія; розпочались арешти членів та прихильників ОУН, інших духовних і громадсько-політичних діячів, членів їхніх родин. Більше 20 сімей репресували і вивезли у більшовицькі концтабори, з них, 8 вивезли в Сибір; 4-х осіб (М. Варчак, Т. Танчак, Г. Яцишин, М. Яцишин) у червні 1941 року замордували в Бережанській тюрмі.
Від 3 липня 1941 року до 22 липня 1944 року село під німецькою окупацією. 3 липня 1941 року розстріляли 21 людину.
21 жовтня 1943 року військові формування поляків напали на хутір Жорниська
Під час німецько-радянської війни загинули або пропали безвісти С. Гаховський (1924—1945), В. Іваницький (1922—1945), Р. Майський (1911—1945), М. Стухлий (1912—1941), І. Фаріон (1924—1945), П. Харий (1915—1945). Радянська влада репресувала, а згодом реабілітувала 33 жителів Лісників.
Упродовж 1946—1950 року у селі діяла молодіжна організація, яка вивчала, виготовляла і поширювала антирадянські листівки і націоналістичну літературу. 25 січня 1951 року обласний суд засудив: Василя Стухлого та Івана Захарківа на 25 років, Миколу Ільницького — на 5 років, Миколу Неньківа, Миколу Яцишина, та Олексія Мачуру — на 10 років виправно-трудових таборів.
12 червня 2020 року, відповідно до розпорядження Кабінету Міністрів України № 724-р «Про визначення адміністративних центрів та затвердження територій територіальних громад Тернопільської області» увійшло до складу Бережанської міської громади.
19 липня 2020 року, в результаті адміністративно-територіальної реформи та ліквідації Бережанського району, село увійшло до складу Тернопільського району.
У селі розташований цвинтар-меморіал полеглих Українських Січових Стрільців. Більше 60 могил датовані 1916—1917 роками.

## Політика

### Парламентські вибори, 2019
На позачергових парламентських виборах 2019 року у селі функціонувала окрема виборча дільниця № 610010, розташована у приміщенні народного дому.
Результати
- зареєстровано 725 виборців, явка 51,31%, найбільше голосів віддано за «Слугу народу» — 31,08%, за «Голос» — 16,49%, за «Європейську Солідарність» — 11,62%.[10] В одномандатному окрузі найбільше голосів отримав Тарас Юрик (Європейська Солідарність) — 28,25%, за Івана Чайківського (самовисування) — 23,82%, за Володимира Кісілевича (Слуга народу) — 21,88%[11].

## Населення
Населення села:
| Рік  | Число осіб | Українців та греко-католиків | Поляків та римо-католиків | Євреїв |
| ---- | ---------- | ---------------------------- | ------------------------- | ------ |
| 1880 | 604        | 524                          | 80                        | -      |
| 1900 | ▲ 892      | ▲ 777                        | ▲ 111                     | 4      |
| 1939 | ▲ 1240     | ▲ 1080                       | ▲ 155                     | ▲ 5    |
| 2001 | ▼ 985      | -                            | -                         | -      |
| 2014 | ▼ 894      | -                            | -                         | -      |

За даними перепису населення 2001 року мовний склад населення села був таким:
| Мова       | Число ос. | Відсоток |
| ---------- | --------- | -------- |
| українська |           | 99,49    |
| російська  |           | 0,3      |
| польська   |           | 0,1      |
| угорська   |           | 0,1      |

## Культура

### Пам'ятки
Гідрологічна пам'ятка природи місцевого значення «Монастирські джерела».
Камінь-скеля «Чортів Камінь» — геоморфологічне утворення, геологічна пам'ятка природи місцевого значення (складається із вапнякового-пісковика, середньоміоценового віку (неоген), об'єм: 150 куб.м).

### Пам'ятники
- символічна могила борцям за волю України, встановлена 1995 р.;
- меморіал воякам УСС, відновлений у 2005 році;
- меморіальна таблиця встановлена на фасаді народного дому родині Ратич;
- пам'ятний хрест на честь скасування панщини (1848 р.);
- братська могила українців замордованих 1941 року у бережанській в'язниці.

## Соціальна сфера
- Загальноосвітня школа І ступеня;
- Бібліотека, перша згадка про яку датується 1920 роками;
- Клуб.

## Релігія

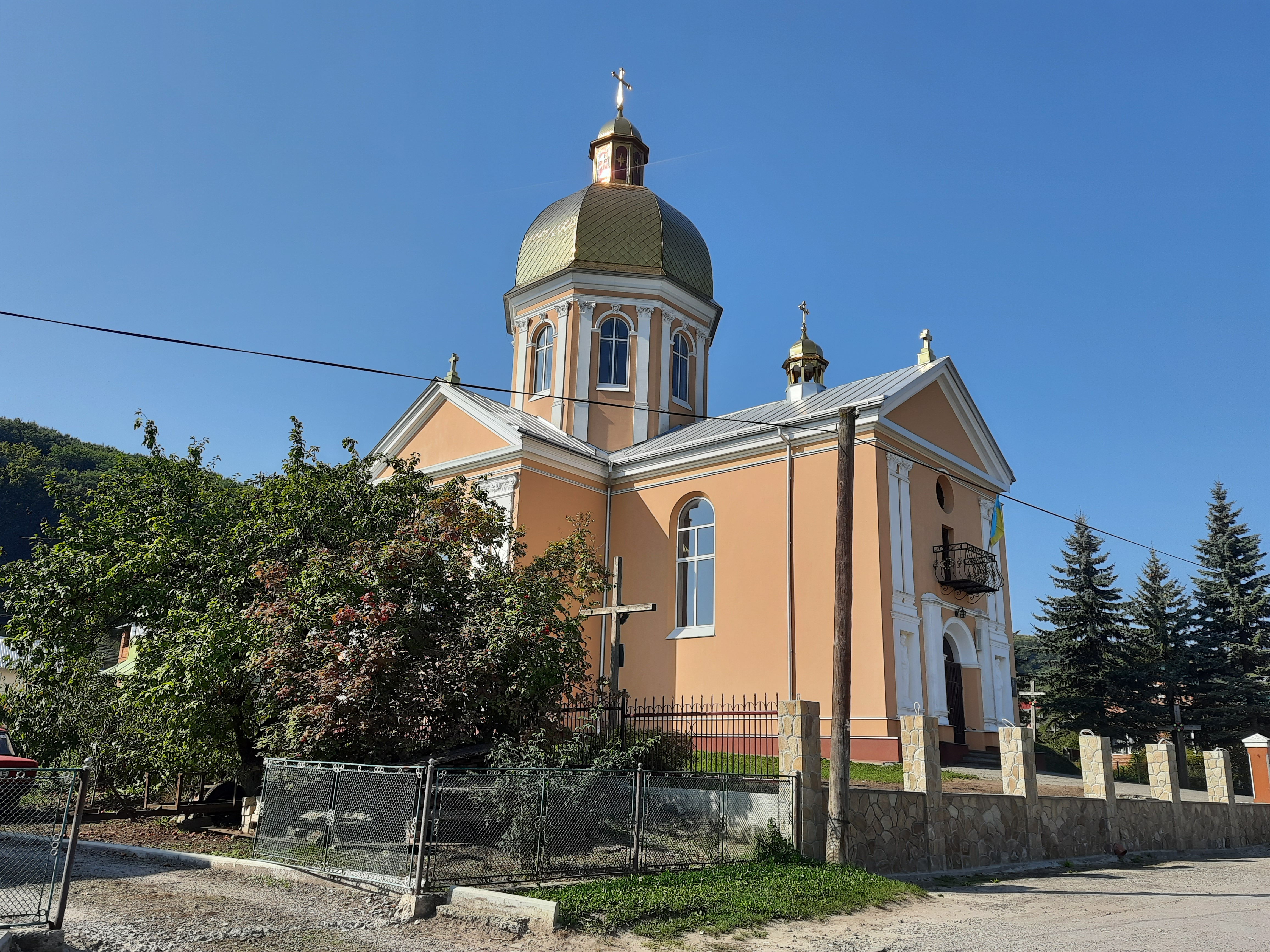
Церква Різдва Пресвятої Богородиці.

- Церква Різдва Пресвятої Богородиці.Є церква Різдва Пресвятої Богородиці. Храмове свято 21 вересня. 
Будівництво церкви розпочалося під час домінування Австро-Угорщини, близько у 1889—1890 роках і закінчилося в 1902 році при допомозі Отця Григорія Дичківського. Наприкінці XIX — початку XX століття до сільської парафії входило село Надорожнів. У радянські часи церква була закрита. Від 5 серпня 1990 року знову відкрита. При ній створений хор. При церкві проводиться катехизація дітей. Є церковний будинок-приборство. 
Парохи: Іван Ульванський, Григорій Дичківський, Василь Кушнір, Юліан Левицький, Григорій Качала, о. Шанайда, Йосип Чикало. Парохи, які очолювали парафію після відкриття: о. Р. Шафран, о. М. Немелівський, о. Гр. Федчишин, о. Р. Маслій.
- капличка (в центрі села), збудована в 1992 році.

## Спорт

Емблема ФК Лісники

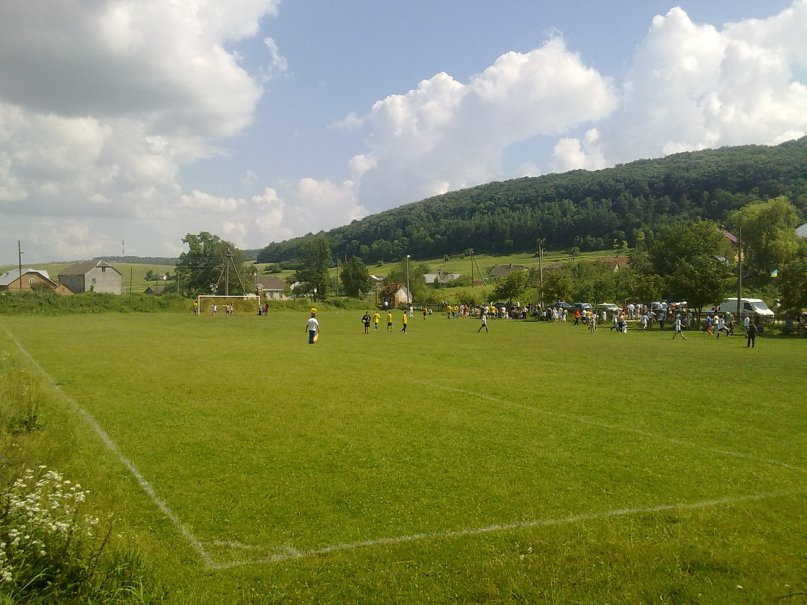
Стадіон ФК Лісники

З ініціативи депутата Бережанської міської ради Олега Захарківа у 2005 році в селі було обладнано стадіон. У селі діє аматорський футбольний клуб «Лісники», заснований у 2003 році. Команда є дворазовим чемпіоном Чемпіонату Бережанського району з футболу (2009 та 2010 років) та дворазовим володарем кубку Бережанського району з футболу (2008 та 2009 рр.).

## Відомі люди

### Народилися
- Шепета Василь — командир ТВ-16 «Серет», Лицар Бронзового хреста бойової заслуги УПА.
- громадські діячі М. Легета, С. Луцик-Ковальська, І. Прийдун, о. Григорій Качала, Іван Яцишин (Гордієнко).

#### Січові стрільці з Лісник
- 1 сотня[14]:
  - стрілець Дякович Іван, 1895
  - стрілець Михайлів Микола, 1894
  - стрілець Неньків Василь, 1892
  - стрілець Неньків Іван, 1895
- 2 сотня[15]:
  - стрілець Демчишин Микола, 1895
  - стрілець Сенишин Василь, 1895
- 6 сотня[16]:
  - стрілець Дякович Михайло, 1897
  - стрілець Мойсейович Іван, 1895
  - стрілець Токар Михайло, 1897
- 8 сотня[17]:
  - стрілець Дулеба Василь, 1896
  - стрілець Чвартацький Микола, 1895
  - стрілець Яцишин Іван, 1896

### Померли
- Кізима Іван — керівник Бережанського районного проводу ОУН, Лицар Бронзового хреста заслуги УПА.

## Зауваги
1. ↑  в джерелі — Цембровського